# Red Surf
Red Surf (Original: Red Surf) ist ein US-amerikanischer Actionfilm von Regisseur H. Gordon Boos aus dem Jahr 1990, basierend auf einer Geschichte von Brian Gamble, Jason Hoffs und Vincent Robert. Neben George Clooney spielt auch Gene Simmons, Bassist der Hardrockgruppe Kiss, eine kleine Nebenrolle.

## Handlung
Die beiden Freunde Attila und Remar sind Anführer einer trunksüchtigen und drogenabhängigen Bande von Jugendlichen in Los Angeles, die sich darauf spezialisiert haben mit Jet-Skis Drogenschmugglern vor der Küste Kaliforniens ihre Beute abzujagen und dann gewinnbringend an den Drogenboss Calavera zu verkaufen. Obwohl die Geschäfte gut verlaufen, plant Remar aus Liebe zu seiner schwangeren Freundin Rebecca sein Leben zu verändern, will jedoch zuvor noch einmal einen großen Coup landen. Im weiteren Verlauf der Handlung wird ersichtlich, dass Remar große Probleme mit der Schwangerschaft Rebeccas hat, immer reizbarer und unberechenbarer wird, während Attila sich stattdessen um die werdende Mutter aufopferungsvoll kümmert. Es kommt zu Spannungen zwischen Mark und Rebecca, aber auch zwischen Mark und Attila.
Eines Tages wird der vorbestrafte Blue, einer von Remars und Attilas Bande, beim Drogenhandel erwischt und verhaftet. Als einige illegale Geschäfte Calaveras auffliegen, sein Bruder inhaftiert wird, denkt der Drogenboss, dass Blue ihn und seine Organisation verraten hat. Er kündigt die Zusammenarbeit mit Remar auf und fordert den Tod des respektlosen und scheinbaren Verräters Blue. Remar kommt allmählich zu Besinnung und versucht seinen Gefährten mit einem Trick zu beschützen, ihn außer Landes zu schmuggeln. Doch sein Vorhaben misslingt, Blue wird von Calaveras Männern gestellt und eigenhändig vom Drogenbaron erstochen.
Unterdessen versucht Attila erfolglos Blue an seinem Zufluchtsort zu kontaktieren. Er ahnt, dass etwas schiefgelaufen sein muss, beschließt aber dennoch, unter Leitung des alternden „Doc“ den finalen Beutezug durchzuführen. Im Wasser werden die Kleinkriminellen mit ihren Wassermotorrädern bereits von Calaveras Häschern erwartet, denen es gelingt, mit ihrem schwerbewaffneten Motorboot die jugendliche Bande in wilden Verfolgungsfahrten zu dezimieren. Sie töten unter anderem auch Mark, bevor die Angreifer selbst tödlich verunglücken.
Attila schwört daraufhin Rache für den Tod seines Freundes, versammelt drei verbliebene Gefolgsleute um sich und stürmt bewaffnet das gut bewachte Anwesen des Drogenbosses. Es kommt zu mehreren Feuergefechten mit Toten auf beiden Seiten, als es schließlich Doc und Attila gelingt, Calavera in Notwehr zu erschießen. Die zwei erbeuten dabei einen Koffer voll mit Geldscheinen, was den beiden ein sicheres Auskommen in der Zukunft sichert. Am Ende des Films reist Doc in den Süden, um sich seinen lang gehegten Traum von einem Hausboot zu erfüllen, während der eher familiäre Attila gemeinsam mit Rebecca auf dem Motorrad nach Portland fährt.

## Kritiken
„Actionfilm, der vorgegebene Muster variiert.“